# Skepparkroken
Skepparkroken is een plaats in de gemeente Ängelholm in Skåne de zuidelijkste provincie van Zweden. De plaats heeft 705 inwoners (2005) en een oppervlakte van 78 hectare.